# Инал (бухта)
Инал — бухта в Туапсинском курортном районе на Черноморском побережье России между посёлками Джубга и Архипо-Осиповка. В районе бухты расположено около ста баз отдыха. Расстояние до Джубги — 10 км, до Туапсе — 60 километров, до Краснодара — 130 километров. Известна искусственным мелкогалечным пляжем созданным в 1970-х годах, который считается одним из самых больших пляжей подобного рода в Европе. Добраться до бухты можно регулярным автобусным маршрутом № 12 Джубга—Бжид.

## Название
Инал — князь, родоначальник кабардинских, темиргоевских, бесленеевских, хатукаевских и части хегакских княжеских родов. Местные жители рассказывают легенду о названии бухты, где Иналом звали мудрого отца девушки полюбившей парня из враждующей с ними семьи. История закончилось свадьбой и примирением.

## Интересные факты
В 2006 году в бухте Инал сел на мель крупный сухогруз Transbora, чем во многом привлёк туристов. После нескольких неудачных попыток сдвинуть корабль с места экипаж был снят, а в 2009 году сухогруз порезали на металлолом.